# Siqueros
Siqueros är en ort i Mexiko.   Den ligger i kommunen Mazatlán och delstaten Sinaloa, i den centrala delen av landet, 800 km nordväst om huvudstaden Mexico City. Siqueros ligger 41 meter över havet och antalet invånare är 1 038.
Terrängen runt Siqueros är platt åt nordväst, men åt sydost är den kuperad. Runt Siqueros är det glesbefolkat, med 13 invånare per kvadratkilometer. Närmaste större samhälle är Villa Unión, 17,0 km söder om Siqueros. I omgivningarna runt Siqueros växer i huvudsak lövfällande lövskog.